# Liste indonesischer Nationalhelden

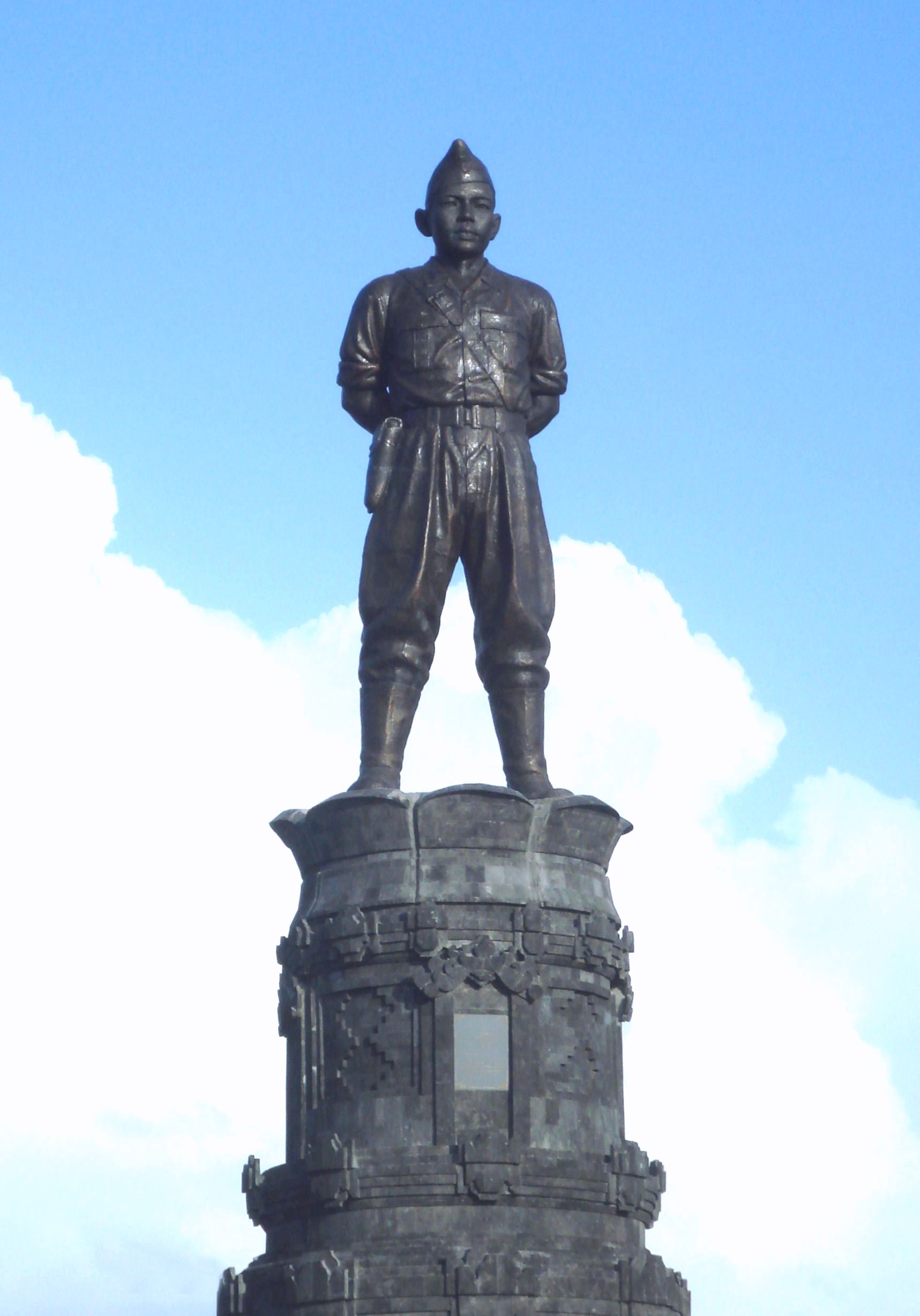
I Gusti Ngurah Rai von Bali ist ein Nationalheld Indonesiens

Der Titel Nationalheld Indonesiens (Indonesisch: Gelar Pahlawan Nasional Indonesia) wird von der Regierung Indonesiens Menschen verliehen, die einen bedeutenden Beitrag zum Kampf für die Unabhängigkeit oder die Entwicklung der Nation leisteten.
Die Tradition, offiziell Menschen als indonesische Nationalhelden zu bezeichnen, begann in der Zeit von Präsident Sukarno. Die erste Person die den Titel erhält war Abdul Muis (per Präsidentenbeschluss Nr. 218/1959 am 30. August 1959 ausgestellt). Bis Anfang 2009 wurden 143 Menschen als nationaler Held benannt.
Es gibt vier Arten von nationalen Helden:
- Helden der nationalen Unabhängigkeit : der Begriff wurde während der Regierung von Präsident Sukarno verwendet
- Nationalhelden: verwendet seit Beginn der Regierung Präsident Suhartos
- Proklamationshelden: verliehen an Sukarno und Mohammad Hatta, die die indonesische Unabhängigkeit erklärten
- Helden der Revolution: verliehen an Menschen, die beim sogenannten 30. September-Bewegung-Putschversuch von 1965 getötet wurden

## Kriterien
Die erste Kriteriendefinition für einen Nationalhelden wurde im Präsidentenbeschluss Nr. 241/1958 gesetzt. Er definiert einen Helden der nationalen Unabhängigkeit als "eine Person, die während ihres Lebens aus Liebe für die Nation einen großen Dienst oder eine organisierte Aktivität im Widerstand gegen den Kolonialismus in Indonesien ausführte, gegen Feinde aus Übersee kämpfte, oder einen großen Dienst im Bereich Politik, Staatskunst, Sozioökonomie oder Kultur im Kampf für Unabhängigkeit und die Entwicklung von Indonesien leistete". Diese Definition wurde 1964 in der Präsidentenverordnung Nr. 33/1964 verfeinert. Diese definiert einen Helden als jemand, der in Aktion starb oder als Folge von heroischen Taten kämpfend um die Nation zu verteidigen, oder der, obwohl er zu diesem Zeitpunkt nicht getötet wurde, Opfer gebracht hatte in der Verteidigung der Nation. Diese Definition wurde ohne größere Änderungen seit 1964 verwendet.

## Liste von Personen, die den Titel bisher erhielten (Stand 2021)

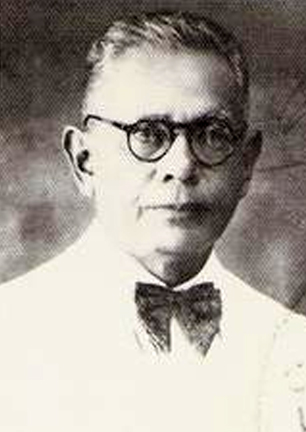
Abdul Muis

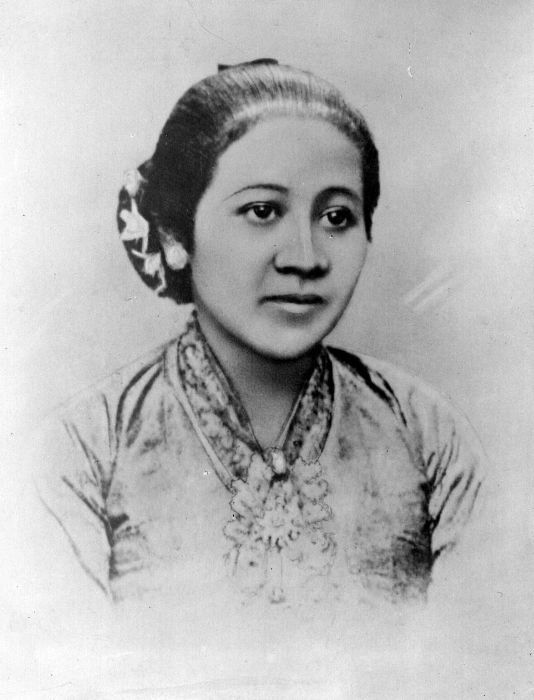
Kartini

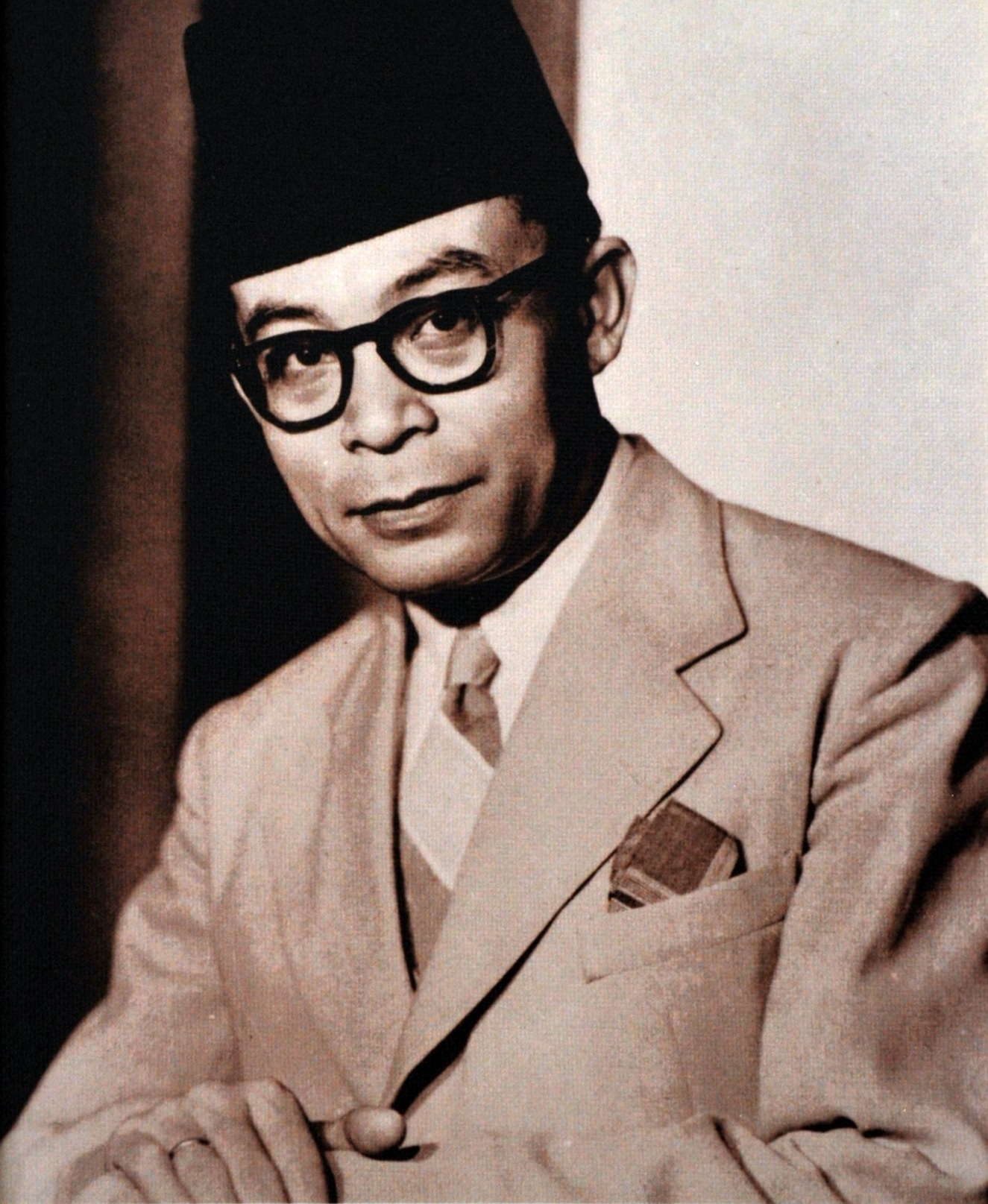
Mohammed Hatta

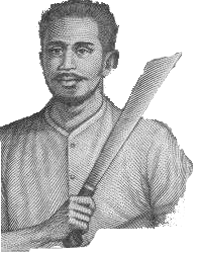
Pattimura

Sukarno

| Name                            | *        | †        | Anmerkungen | Ernennung | Ref.        |
| ------------------------------- | -------- | -------- | --- | --------- | ----------- |
| Abdul Halim Majalengka          | 1887     | 1962     | Freiheitskämpfer und Islamgelehrter | 2008      |             |
| Abdul Haris Nasution            | 1918     | 2000     | Unabhängigkeitskämpfer und späterer Armeegeneral                                                                                       | 2002      |             |
| Abdul Kadir                     | 1771     | 1875     | Unabhängigkeitskämpfer in Kalimantan                                                                                                   | 1999      |             |
| Abdul Kahar Muzakir             | 1907     | 1963     | Erster Rektor der Universitas Islam Indonesia                                                                                          | 2019      | [ 1 ]       |
| Abdul Malik Karim Amrullah      | 1908     | 1981     | Islamgelehrter | 2011      |             |
| Abdul Muis                      | 1883     | 1959     | Schriftsteller und Nationalist | 1959      |             |
| Abdul Rahman Saleh              | 1909     | 1947     | Psychologe und Pilot, im Unabhängigkeitskampf gefallen                                                                                 | 1974      |             |
| Abdul Wahab Hasbullah           | 1888     | 1971     | Mitbegründer der Nahdatul Ulama | 2014      | [ 2 ]       |
| Abdullah Bau Massepe            | 1918     | 1947     | Unabhängigkeitskämpfer | 2005      |             |
| Abdurrahman Baswedan            | 1908     | 1986     | Journalist und Diplomat | 2018      | [ 3 ]       |
| Achmad Subarjo                  | 1896     | 1978     | Unabhängigkeitskämpfer und späterer Außenminister                                                                                      | 2009      |             |
| Adam Malik                      | 1917     | 1984     | Vizepräsident, Generalversammlung-der-Vereinten-Nationen-Präsident                                                                     | 1998      |             |
| Adnan Kapau Gani                | 1905     | 1968     | Unabhängigkeitskämpfer | 2007      |             |
| Nyi Ageng Serang                | 1752     | 1828     | Guerillakämpferin gegen die niederländischen Besatzer                                                                                  | 1974      |             |
| Ageng Tirtasaya                 | 1631     | 1683     | Sultan von Banten | 1970      |             |
| Agus Salim                      | 1884     | 1954     | Einer der Gründervater Indonesiens und Außenminister von 1947 bis 1949                                                                 | 1961      |             |
| Agustinus Adisucipto            | 1916     | 1947     | Generalmajor der indonesischen Luftwaffe, von den Holländern im Unabhängigkeitskrieg abgeschossen                                      | 1974      |             |
| Ahmad Dahlan                    | 1868     | 1934     | Muslimgelehrter und Gründer der Muhammadiyah                                                                                           | 1961      |             |
| Ahmad Rifa'i                    | 1786     | 1870     | Islamphilosoph | 2004      | [ 4 ]       |
| Ahmad Yani                      | 1922     | 1965     | General der indonesischen Armee, getötet bei der Bewegung 30. September                                                                | 1965      |             |
| Aji Muhammad Idris              |          |          | Sultan von Kutai Kertanegara von 1735 bis 1778                                                                                         | 2021      | [ 5 ] [ 6 ] |
| Alexander Andries Maramis       | 1897     | 1977     | Finanz- und Außenminister nach der Unabhängigkeit, Indonesischer Botschafter in Westdeutschland 1953-1956                              | 2019      | [ 1 ]       |
| Alimin                          | 1889     | 1964     | Unabhängigkeitskämpfer und Kommunist                                                                                                   | 1964      |             |
| Amir Hamzah                     | 1911     | 1946     | Dichter und Nationalist | 1975      |             |
| Andi Djemma                     | 1935     | 1965     | Unabhängigkeitskämpfer | 2002      |             |
| Antasari                        | 1809     | 1862     | Sultan von Banjar | 1968      |             |
| Arie Frederik Lasut             | 1918     | 1949     | Geologe, von den Holländern erschossen.                                                                                                | 1969      |             |
| Arnold Mononutu                 | 1896     | 1983     | Nationalist | 2020      | [ 7 ]       |
| As'ad Syamsul Arifin            | 1897     | 1990     | Islamgelehrter und Mitbegründer der Nahdatul Ulama                                                                                     | 2016      |             |
| Baabullah                       | 1528     | 1583     | Siebter Sultan des Sultanats Ternate                                                                                                   | 2020      | [ 1 ]       |
| Bagindo Azizchan                | 1910     | 1947     | Bürgermeister von Padang, kämpfte gegen die Holländer                                                                                  | 2005      |             |
| Basuki Rahmat                   | 1921     | 1969     | Minister beteiligt am Supersemar | 1969      |             |
| Bernard Wilhelm Lapian          | 1892     | 1977     | Nationalist und ehemaliger Gouverneur von Sulawesi                                                                                     | 2015      | [ 8 ]       |
| Teungku Chik di Tiro            | 1836     | 1891     | führte den Kampf gegen die Holländer, nachdem sie Aceh besetzten                                                                       | 1973      |             |
| Tjilik Riwut                    | 1918     | 1987     | Ehemaliger Gouverneur von Kalimantan Tengah                                                                                            | 1998      |             |
| Tjipto Mangunkusumo             | 1886     | 1943     | Unabhängigkeitskämpfer und Mentor Sukarnos                                                                                             | 1964      |             |
| Oemar Said Tjokroaminoto        | 1883     | 1934     | Nationalist und Mitbegründer der Sarekat Islam                                                                                         | 1961      |             |
| Ernest Douwes Dekker            | 1879     | 1950     | auch bekannt als Danoedirdja Setiaboedi, Journalist und Unabhängigkeitsaktivist                                                        | 1961      |             |
| Depati Amir                     | 1805     | 1869     | Unabhängigkeitskämpfer aus Bangka-Belitung                                                                                             | 2018      | [ 3 ]       |
| Andi Depu Maraddia Balanipa     | 1907     | 1985     | Unabhängigkeitskämpferin aus Sulawesi Barat                                                                                            | 2018      | [ 3 ]       |
| Dewi Sartika                    | 1884     | 1947     | förderte die Bildung von Mädchen | 1966      |             |
| Cut Nyak Dhien                  | 1850     | 1908     | führte den Kampf gegen die Holländer fort, nachdem ihr Ehemann Teuku Umar starb                                                        | 1964      |             |
| Diponegoro                      | 1785     | 1855     | Prinz von Yogyakarta und javanischer Freiheitskämpfer                                                                                  | 1973      |             |
| Donald Isaac Panjaitan          | 1925     | 1965     | General der indonesischen Armee, getötet bei der Bewegung 30. September                                                                | 1965      |             |
| Eddy Martadinata                | 1921     | 1966     | Admiral der indonesischen Marine | 1966      |             |
| Fakhruddin                      | 1890     | 1929     | Gläubiger, der die Behandlung Indonesischer Pilger nach Mekka verbesserte                                                              | 1964      |             |
| Fatmawati                       | 1923     | 1980     | eine der Ehefrauen Präsident Sukarnos                                                                                                  | 2000      |             |
| Ferdinand Lumbantobing          | 1899     | 1962     | Minister und Guerrillero | 1962      |             |
| Frans Kaisiepo                  | 1921     | 1979     | Gouverneur von Papua, schlug den Namen "Irian" für Westneuguinea vor                                                                   | 1993      |             |
| Gatot Mangkupraja               | 1896     | 1968     | verhaftet durch die Holländer 1929, schlug die Einrichtung der Peta vor, die später zur Indonesischen Armee wurde                      | 2004      | [ 4 ]       |
| Gatot Subroto                   | 1907     | 1962     | Unabhängigkeitskämpfer | 1962      |             |
| Halim Perdanakusuma             | 1922     | 1947     | baute die Indonesische Luftwaffe mit auf, getötet in einem Flugzeugabsturz                                                             | 1975      |             |
| Hamengkubuwono I                | 1717     | 1792     | Erster Sultan Yogyakartas | 2006      |             |
| Hamengkubuwono IX               | 1912     | 1988     | Neunter Sultan Yogyakartas, Vizepräsident Indonesiens 1973-1978                                                                        | 1990      |             |
| Harun Bin Said                  | 1947     | 1968     | Offizier während des Indonesisch-Malaysischen Konflikts                                                                                | 1968      |             |
| Hasan Basri                     | 1923     | 1984     | General und Nationalist | 2001      |             |
| Hasanuddin                      | 1631     | 1670     | Sultan von Gowa | 1973      |             |
| Hasyim Asy'ari                  | 1875     | 1947     | erster Präsident der Nahdatul Ulama | 1964      |             |
| Hazairin                        | 1906     | 1975     | Indonesischer Innenminister von 1953 bis 1954                                                                                          | 1999      |             |
| Herman Johannes                 | 1912     | 1992     | Wissenschaftler, Politiker und Rektor der Gadjah-Mada-Universität                                                                      | 2009      |             |
| Sultan Himayatuddin             | 18. Jhd. | 1776     | Sultan von Buton | 2019      | [ 1 ]       |
| Ide Anak Agung Gde Agung        | 1921     | 1999     | Politiker und Minister | 2007      |             |
| Idham Chalid                    | 1921     | 2010     | Minister und islamischer Aktivist | 2011      |             |
| Ilyas Yakoub                    | 1903     | 1958     | schrieb Protestartikel gegen die Holländer, wiederholt im Gefängnis und im Exil                                                        | 1999      |             |
| Imam Bonjol, Tuanku             | 1772     | 1864     | kämpfte in Sumatra gegen die VOC | 1973      |             |
| Radin Inten II                  | 1834     | 1856     | kämpfte gegen die Holländer in Sumatra                                                                                                 | 1986      |             |
| Iskandar Muda                   | 1593     | 1636     | Sultan von Aceh | 1993      |             |
| Ismail Marzuki                  | 1914     | 1958     | Musiker | 2004      | [ 4 ]       |
| Iswahyudi                       | 1918     | 1947     | getötet beim Waffenversuch für die Indonesische Luftwaffe                                                                              | 1975      |             |
| Iwa Kusumasumantri              | 1899     | 1971     | Zeitungsverlegerin | 2002      |             |
| Izaak Huru Doko                 | 1913     | 1985     | widersetzte sich der Einrichtung der Vereinigten Staaten von Indonesien                                                                | 2006      |             |
| Djamin Ginting                  | 1921     | 1974     | Unabhängigkeitskämpfer und Diplomat | 2014      | [ 2 ]       |
| Janatin                         | 1943     | 1968     | auch unter den Namen Usman bin Haji Muhammad Ali, Militärheld des Indonesisch–Malaysischen Konfliktes                                  | 1968      |             |
| Jatikusumo                      | 1917     | 1992     | Unabhängigkeitskämpfer | 2002      |             |
| Johannes Abraham Dimara         | 1916     | 2000     | Offizier in Papua, half bei der Eingliederung Papuas an Indonesien                                                                     | 2010      |             |
| Johannes Leimena                | 1905     | 1977     | Minister und Mitbegründer des Puskesmas-Systems                                                                                        | 2010      |             |
| Juanda Kartawijaya              | 1911     | 1963     | vorletzter Preminerminsiter und Ministerpräsident während der Permesta-Rebellionen                                                     | 1963      |             |
| Karel Satsuit Tubun             | 1928     | 1965     | Polizist, getötet bei der Bewegung 30. September                                                                                       | 1965      |             |
| Kartini                         | 1879     | 1904     | Frauenrechtlerin und Vorkämpferin der indonesischen Frauenbewegung                                                                     | 1964      |             |
| Ignatius Joseph Kasimo          | 1900     | 1986     | kämpfte gegen die Japanische Besetzung Indonesiens und die Holländer                                                                   | 2011      |             |
| Kasman Singodimedjo             | 1904     | 1982     | Muhammadiya-Mitglied | 2018      | [ 3 ]       |
| Katamso Darmokusumo             | 1923     | 1965     | General der indonesischen Armee, getötet bei der Bewegung 30. September                                                                | 1965      |             |
| I Gusti Ketut Jelantik          | 18. Jhd. | 1849     | Balinesischer Ministerpräsident, kämpfe gegen die Holländer                                                                            | 1993      |             |
| I Gusti Ketut Puja              | 1904     | 1957     | Erster Gouverneur Balis | 2011      |             |
| Ki Bagus Hadikusumo             | 1890     | 1954     | Unabhängigkeitsaktivist | 2015      | [ 8 ]       |
| Ki Hajar Dewantara              | 1889     | 1959     | Unabhängigkeitsaktivist, Erzieher und Gründer des Taman Siswa.                                                                         | 1959      |             |
| Ki Sarmidi Mangunsarkoro        | 1904     | 1957     | Minister | 2011      |             |
| Kiras Bangun                    | 1852     | 1942     | kämpfte im Guerillakampf gegen die Holländer                                                                                           | 2005      |             |
| Kusumah Atmaja                  | 1898     | 1952     | Erlaubte Unabhängigkeitskämpfern, sich in seinem Haus zu treffen, Mitglied des Indonesischen Verfassungsgerichtes                      | 1965      |             |
| La Maddukelleng                 | 1700     | 1765     | kämpfte gegen die Flotte der VOC, Angriff auf Fort Rotterdam in Makassar                                                               | 1998      |             |
| Lafran Pane                     | 1922     | 1991     | Gründer der muslimischen Studentenvereinigung Indonesiens                                                                              | 2017      |             |
| Lambertus Nicodemus Palar       | 1900     | 1981     | Diplomat | 2013      |             |
| John Lie                        | 1911     | 1988     | Konteradmiral der Marine | 2009      |             |
| Machmud Singgirei Rumagesan     | 1885     | 1964     | Unabhängigkeitskämpfer | 2020      | [ 7 ]       |
| Mahmud Badaruddin II            | 1767     | 1852     | kämpfte gegen die Holländer in Palembang, Sumatra                                                                                      | 1984      |             |
| Sultan Mahmud Riayat Syah       | 1760     | 1812     | Sultan von Riau Lingga | 2017      |             |
| Malahayati                      | 15. Jhd. | 16. Jhd. | Admiralin in der Marine von Aceh, kämpfte gegen Cornelis de Houtman                                                                    | 2017      |             |
| Mangkunegara I                  | 1725     | 1795     | kämpfte gegen die holländische VOC | 1988      |             |
| Andi Mappanyukki                | 1885     | 1967     | rebellierte gegen die Holländer, Vater von Andi Abdullah Bau Massepe                                                                   | 2004      |             |
| Maria Walanda Maramis           | 1872     | 1924     | Frauenrechtlerin, richtete Mädchenschulen ein                                                                                          | 1969      |             |
| Martha Christina Tiahahu        | 1800     | 1818     | Guerillakriegerin aus Maluku | 1969      |             |
| Marthen Indey                   | 1912     | 1986     | kämpfte für die Integration von Westpapua nach Indonesien                                                                              | 1993      |             |
| Mas Isman                       | 1924     | 1982     | Unabhängigkeitskämpfer aus Jawa Timur                                                                                                  | 2015      | [ 8 ]       |
| Mas Mansur                      | 1896     | 1946     | Mitgründer der Masyumi-Partei, starb nach der Verhaftung durch die VOC                                                                 | 1964      |             |
| Masjkur                         | 1917     | 1994     | Religionsminister 1947–1949 und 1953–1955                                                                                              | 2019      | [ 1 ]       |
| Mas Tirtodarmo Haryono          | 1924     | 1965     | General der indonesischen Armee, getötet bei der Bewegung 30. September                                                                | 1965      |             |
| Maskun Sumadireja               | 1907     | 1986     | setzte sich für die Rechte ehemaliger Freiheitskämpfer ein                                                                             | 2004      |             |
| Cut Nyak Meutia                 | 1870     | 1910     | starb im Kampf gegen die Holländer in Aceh                                                                                             | 1964      |             |
| Mohammad Hatta                  | 1902     | 1980     | Ministerpräsident, erster Vizepräsident                                                                                                | 2012      |             |
| Mohammad Husni Thamrin          | 1894     | 1941     | Unabhängigkeitsaktivist, kämpfte für den Gebrauch des Wortes Indonesien während der holländischen Kolonialzeit                         | 1960      |             |
| Mohammad Natsir                 | 1908     | 1993     | Mitglied des Zentralen Indonesischen Nationalkomitee, Masyumi Partei-Mitglied                                                          | 2008      |             |
| Muhammad Noor                   | 1901     | 1979     | Prinz von Banjar und Unabhängigkeitskämpfer                                                                                            | 2018      | [ 3 ]       |
| Teuku Muhammad Hasan            | 1906     | 1997     | Unabhängigkeitsaktivist und erster Gouverneur Sumatras                                                                                 | 2006      |             |
| Muhammad Mangundiprojo          | 1905     | 1988     | Unabhängigkeitskämpfer | 2014      | [ 2 ]       |
| Muhammad Yamin                  | 1903     | 1962     | Schriftsteller, Schlüsselrolle beim Erstellen der Verfassung von Indonesien                                                            | 1973      |             |
| Muhammad Yasin                  | 1920     | 2012     | Polizeigeneral | 2015      | [ 8 ]       |
| Muhammad Zainuddin Abdul Madjid | 1898     | 1997     | Islamgelehrter und Gründer der Nahdlatul Wathan                                                                                        | 2017      |             |
| Mustopo                         | 1913     | 1986     | Zahnarzt und Unabhängigkeitskämpfer | 2007      |             |
| Muwardi                         | 1907     | 1948     | Arzt und Unabhängigkeitsaktivist | 1964      |             |
| Nani Wartabone                  | 1907     | 1986     | erklärte die indonesische Unabhängigkeit 1942 in Sulawesi, verhaftet durch die Japaner und die Holländer                               | 2003      |             |
| I Gusti Ngurah Made Agung       | 1876     | 1906     | Balinesischer Freiheitskämpfer, getötet im Kampf gegen die Holländer                                                                   | 2015      | [ 8 ]       |
| I Gusti Ngurah Rai              | 1917     | 1946     | Balinesischer Freiheitskämpfer, getötet während des Unabhängigkeitskampfes                                                             | 1975      |             |
| Nuku Muhammad Amiruddin         | 1738     | 1805     | kämpfte gegen die Holländer in Seram und Tidore                                                                                        | 1995      |             |
| Nur Ali                         | 1914     | 1992     | Islamischer Aktivist, kämpfte gegen die Holländer                                                                                      | 2006      |             |
| Teuku Nyak Arif                 | 1899     | 1946     | Acehnesischer Freiheitskämpfer | 1974      |             |
| Opu Daeng Risaju                | 1880     | 1964     | verhaftet durch die Holländer wegen politischer Aktivitäten in Sulawesi                                                                | 2006      |             |
| Oto Iskandar di Nata            | 1897     | 1945     | Mitglied der Budi Utomo, Unabhängigkeitsaktivist und Politiker                                                                         | 1973      |             |
| Pajonga Daeng Ngalie            | 1901     | 1958     | stellte eine Miliz auf, die die Holländer in Makassar angriff                                                                          | 2006      |             |
| Pakubuwono VI                   | 1807     | 1849     | Herrscher des Sunanats von Surakarta, lehnte es ab, sein Königreich den Holländern zu unterwerfen, starb im Exil                       | 1964      |             |
| Pakubuwono X                    | 1866     | 1939     | Herrscher des Sunanats von Surakarta                                                                                                   | 2011      |             |
| Pattimura                       | 1783     | 1817     | ambonesischer Freiheitskämpfer | 1973      |             |
| Pierre Tendean                  | 1939     | 1965     | Soldat, getötet bei der Bewegung 30. September                                                                                         | 1965      |             |
| Pong Tiku                       | 1846     | 1907     | Im Kampf gegen die Holländer in Tana Toraja gefallen                                                                                   | 2002      |             |
| Raden Aria Wangsakara           |          |          | Gründer von Tangerang | 2021      | [ 5 ] [ 6 ] |
| Raden Mattaher                  | 1871     | 1907     | Kriegsherr aus Jambi | 2020      | [ 7 ]       |
| Raja Ali Haji                   | 1808     | 1873     | Historiker und Dichter | 2004      | [ 4 ]       |
| Raja Haji Fisabilillah          | 1727     | 1784     | widerstand 11 monatelang einer Seeblockade der VOC, dabei getötet                                                                      | 1997      |             |
| Rajiman Wediodiningrat          | 1879     | 1952     | Arzt, einer der Gründerväter Indonesiens                                                                                               | 2013      |             |
| Ranggong Daeng Romo             | 1915     | 1947     | Militärführer in Sulawesi, getötet während des Unabhängigkeitskampfes                                                                  | 2001      |             |
| Rasuna Said                     | 1910     | 1965     | Frauenrechtsaktivistin | 1974      |             |
| Robert Wolter Mongisidi         | 1925     | 1949     | Angriffsführer während des Unabhängigkeitskampfes, exekutiert durch Erschießen                                                         | 1973      |             |
| Rohana Kudus                    | 1884     | 1972     | Journalistin und Frauenrechtlerin | 2019      | [ 1 ]       |
| Saharjo                         | 1909     | 1963     | Minister für Menschenrechte | 1963      |             |
| Sam Ratulangi                   | 1890     | 1949     | Minhasa-Politiker, Journalist und Lehrer.                                                                                              | 1961      |             |
| Samanhudi                       | 1878     | 1956     | Gründer des Sarekat Islam | 1961      |             |
| Sardjito                        | 1889     | 1970     | Gründer und erster Rektor der Gadjah-Mada-Universität                                                                                  | 2019      | [ 1 ]       |
| Silas Papare                    | 1918     | 1978     | setzte sich für die Integration von Westpapua nach Indonesien ein                                                                      | 1993      |             |
| Sisingamangaraja XII            | 1849     | 1907     | Batak-König, bekämpfte die Holländer in Sumatra                                                                                        | 1961      |             |
| Siswondo Parman                 | 1918     | 1965     | General der indonesischen Armee, getötet bei der Bewegung 30. September                                                                | 1965      |             |
| Siti Hartinah                   | 1923     | 1996     | Ehefrau von Suharto, Gründerin des Taman Mini Indonesia Indah                                                                          | 1996      |             |
| Syam'un                         | 1894     | 1949     | Islamgelehrter und Guerillero | 2018      | [ 3 ]       |
| Siti Walidah                    | 1872     | 1946     | bekannt als Nyai Achmad Dahlan, Frauenrechtlerin, Ehefrau von Achmad Dahlan                                                            | 1971      |             |
| Slamet Riyadi                   | 1927     | 1950     | Soldat | 2007      |             |
| Said Soekanto Tjokrodiatmodjo   | 1908     | 1993     | Erster Polizeichef Indonesiens | 2020      | [ 7 ]       |
| Raden Sudirman                  | 1916     | 1950     | Armeeführer im Unabhängigkeitskampf | 1964      |             |
| Albertus Sugiyapranata          | 1896     | 1963     | Nationalist und erster indonesischer Erzbischof                                                                                        | 1963      |             |
| Sugiyono Mangunwiyoto           | 1926     | 1965     | Oberst, getötet bei der Bewegung 30. September                                                                                         | 1965      |             |
| Suharso                         | 1912     | 1971     | Arzt, setzte sich für die Rechte von Menschen mit Behinderung ein                                                                      | 1973      |             |
| Sukarjo Wiryopranoto            | 1903     | 1962     | Journalist, kämpfte für politische Rechte vor der Japanischen Besetzung                                                                | 1962      |             |
| Sukarni                         | 1916     | 1971     | Unabhängigkeitsaktivist | 2014      | [ 2 ]       |
| Sukarno                         | 1901     | 1970     | Nationalist und erster Präsident Indonesiens                                                                                           | 2012      |             |
| Sultan Agung                    | 1591     | 1645     | Sultan von Mataram | 1975      |             |
| Sultan Daeng Radja              | 1894     | 1963     | Mitglied des provisorischen Unabhängigkeitskampf (PPKI), exiliert von den Holländern                                                   | 2006      |             |
| Supeno                          | 1916     | 1949     | Guerillakämpfer im Unabhängigkeitskampf                                                                                                | 1970      |             |
| Supomo                          | 1903     | 1958     | trug wesentlich zur Verfassung von Indonesien bei                                                                                      | 1965      |             |
| Suprapto                        | 1920     | 1965     | General der indonesischen Armee, getötet bei der Bewegung 30. September                                                                | 1965      |             |
| Supriyadi                       | 1925     | 1945     | Rebellion gegen die Japanische Besetzung Indonesiens in Blitar                                                                         | 1975      |             |
| Suroso                          | 1893     | 1981     | Sarekat Islam-Aktivist und Minister | 1986      |             |
| Suryo                           | 1896     | 1948     | beteiligt an der Schlacht von Surabaya, Gouverneur von Ostjava                                                                         | 1964      |             |
| Suryopranoto                    | 1871     | 1959     | kämpfte für Arbeiterrechte, Bruder von Ki Hajar Dewantara                                                                              | 1959      |             |
| Sutan Mohammad Amin Nasution    | 1904     | 1993     | Erster Gouverneur Riaus. | 2020      | [ 7 ]       |
| Sutan Syahrir                   | 1909     | 1966     | Nationalist und erster Ministerpräsident Indonesiens                                                                                   | 1966      |             |
| Soetomo                         | 1888     | 1938     | beteiligt an der Einrichtung der Budi Utomo-Organisation                                                                               | 1961      |             |
| Sutomo (Bung Tomo)              | 1920     | 1981     | Militärführer in der Schlacht von Surabaya 1945                                                                                        | 2008      |             |
| Sutoyo Siswomiharjo             | 1922     | 1965     | General der indonesischen Armee, getötet bei der Bewegung 30. September                                                                | 1965      |             |
| Syafruddin Prawiranegara        | 1911     | 1989     | Minister | 2011      |             |
| Syarif Kasim II                 | 1893     | 1968     | erster Sultan von Riak, widersetzte sich den Holländern, lieferte moralische und materielle Unterstützung für den Unabhängigkeitskampf | 1998      |             |
| Tahi Bonar Simatupang           | 1920     | 1990     | General | 2013      |             |
| Tuanku Tambusai                 | 1784     | 1882     | Islamischer Führer, kämpfte im Padrikrieg                                                                                              | 1995      |             |
| Tan Malaka                      | 1884     | 1949     | Philosoph, Unabhängigkeitskämpfer und Nationalist                                                                                      | 1963      |             |
| Thaha Syaifuddin                | 1816     | 1904     | kämpfte gegen die Holländer in Jambi                                                                                                   | 1977      |             |
| Tirtayasa                       | 1631     | 1683     | Sultan von Banten, Guerillakrieger gegen die Holländer                                                                                 | 1970      |             |
| Tirto Adhi Suryo                | 1880     | 1918     | Journalist | 2006      |             |
| Teuku Umar                      | 1854     | 1899     | kämpfte gegen die Holländer in Aceh | 1973      |             |
| Tombolotutu                     | 1857     | 1901     | | 2021      | [ 5 ]       |
| Untung Surapati                 | 1660     | 1706     | rebellierte gegen die VOC | 1975      |             |
| Urip Sumoharjo                  | 1893     | 1948     | einer der Gründerväter der Indonesischen Armee                                                                                         | 1964      |             |
| Usmar Ismael                    |          | 1971     | Filmpionier, "Vater" des indonesischen Kinos                                                                                           | 2021      | [ 5 ] [ 6 ] |
| Wage Rudolf Supratman           | 1903     | 1938     | Verfasser der Nationalhymne Indonesia Raya                                                                                             | 1971      |             |
| Wahid Hasyim                    | 1914     | 1953     | Mitgründer der Masyumi Partei, führte die Nahdlatul Ulama, Religionsminister,                                                          | 1964      |             |
| Wahidin Sudirohusodo            | 1852     | 1917     | Schlüsselfigur in der Budi Utomo-Nationalbewegung                                                                                      | 1973      |             |
| Wilhelmus Zakaria Johannes      | 1895     | 1952     | Indonesiens erster Radiologe | 1968      |             |
| Yos Sudarso                     | 1925     | 1962     | Marinemilitär, getötet während in Niederländisch-Neuguinea                                                                             | 1973      |             |
| Yusuf Tajul Khalwati            | 1626     | 1699     | Islamischer Lehrer, widersetzte sich der VOC in Banten, exiliert nach Ceylon                                                           | 1995      |             |
| Zainal Mustafa                  | 1907     | 1944     | Islamgelehrter, kämpfte gegen die Japanischen Besetzung Indonesiens                                                                    | 1972      |             |
| Zainul Arifin                   | 1909     | 1963     | Militärführer und Regierungssprecher                                                                                                   | 1963      |             |